# Стакласта тетра
Стакласта тетра риба (Prionobrama filigera), је врста рибе из породице Characidae пореклом из реке Амазон у сливу Јужне Америке.

## Нега у акваријуму
Стакласта тетра се групише у јата од 8 до 10 и више риба, Добро би било да дом за ове врсте буде акваријум од 57 литара чисте воде.

## Размножавање
Стакласта тетра се успешније узгаја у тврђој и више алкалној води од других тетра врста. Одрасле рибе могу да живе у води која има pH вредност 7.3 и 10 степени тврдоће, али не у много тврдој води. Оне су врсте које једу своја јаја.

## Исхрана
У дивљини ова риба једе углавном водене ларве инсеката и ракова. У
акваријуму лако прилагођава своју исхрану сувој рибљој храни, али може да се храни и другим намирницама попут живе и смзнуте хране као што су дафније и црви.